# لجنة حقوق الإنسان في كوريا الشمالية
لجنة حقوق الإنسان في كوريا الشمالية (بالإنجليزية: Committee for Human 
Rights in North Korea)‏ أو ببساطة HRNK، والمعروفة سابقًا باسم اللجنة الأمريكية لحقوق الإنسان في كوريا الشمالية، هي منظمة بحثية غير حكومية مقرها واشنطن العاصمة تسعى المنظمة إلى "رفع مستوى الوعي حول الظروف في كوريا الشمالية و نشر بحث يركز اهتمام العالم على انتهاكات حقوق الإنسان في ذلك البلد."